# Jamale Aarrass
Jamale Aarrass  (né le 15 novembre 1981 à Bezons) est un athlète français, spécialiste du 1 500 mètres.

## Biographie
Jamale Aarass est né le 15 novembre 1981 à Bezons .
International depuis l'an 2000, Jamale Aarass est suspendu deux ans par l'IAAF à la suite d'un contrôle positif à la norandrostérone.
Il est sacré champion de France en salle du 800 mètres en salle en 2008 à Bordeaux et en 2009 à Aubière ; il remporte également le titre national du 1 500 mètres en 2011 à Aubière et termine troisième du championnat de France du 1 500 mètres en plein air disputé la même année à Albi.
Il ne dépasse pas le stade des séries du 1 500 mètres aux Jeux olympiques de Londres en 2012.
Il a pris sa retraite du monde professionnel en 2015.

## Palmarès
| Date | Compétition                     | Lieu     | Résultat | Performance   |
| ---- | ------------------------------- | -------- | -------- | ------------- |
| 2011 | Championnats d'Europe en salle  | Paris    | 8e       | 3 min 44 s 08 |
| Date | Compétition                     | Lieu     | Résultat | Performance   |
| 2011 | Championnats de France en salle | Aubière  | 1er      | 3 min 46 s 31 |
| 2009 | Championnats de France en salle | Aubière  | 1er      | 1 min 50 s 47 |
| 2008 | Championnats de France en salle | Bordeaux | 1er      | 1 min 51 s 83 |
| 2011 | Championnats de France          | Albi     | 3e       | 3 min 54 s 63 |

## Records personnels
| distance       | surface   | temps         | lieu                | année |
| -------------- | --------- | ------------- | ------------------- | ----- |
| 800 m          | extérieur | 1 min 47 s 26 | Forbach             | 2005  |
| 1500 m         | extérieur | 3 min 34 s 85 | Los Angeles         | 2012  |
| mile           | extérieur | 3 min 52 s 21 | Walnut (Californie) | 2012  |
| 800 m          | intérieur | 1 min 48 s 32 | Vienne              | 2008  |
| 1 500 m        | intérieur | 3 min 40 s 72 | Val-de-Reuil        | 2011  |
| 10 km route    | route     | 29 min 10     | Houilles            | 2007  |
| Relais 4×400 m | extérieur | 3 min 12 s 60 | Aix-les-Bains       | 2014  |
| 3000 mètres    | extérieur | 8 min 16 s 95 | Eaubonne            | 2005  |